# Cypress Hill
I Cypress Hill sono un gruppo musicale hip hop statunitense, considerato tra i pilastri dell'hip hop latino nonché tra i gruppi più influenti del genere durante gli anni novanta.

## Storia del gruppo

### Primi anni
La storia dei Cypress Hill inizia nel 1986, quando i fratelli cubani Sen Dog e Mellow Man Ace, trasferitisi a Los Angeles e cresciuti nel sobborgo di South Gate, conoscono DJ Muggs e B-Real. La formazione, inizialmente denominata DVX, modella la propria identità stilistica inserendo lo slang latino americano nella loro musica. In questo periodo l'hip hop si può ritenere ormai una cultura affermata. Quando nel 1988 Mellow abbandona il gruppo, i tre membri restanti rinominarono il gruppo in Cypress Hill, ispirandosi ad una strada locale, ed esibendosi in tutta Los Angeles.

### Cypress HilleBlack Sunday
Grazie a questa prima ristretta notorietà, nel 1991 la Ruffhouse/Columbia Records scrittura il gruppo e dà loro la possibilità di produrre un album. All'inizio del 1992 esce l'omonimo Cypress Hill, il quale scuote il mondo del rap, soprattutto underground, con i singoli How I Could Just Kill a Man e The Phuncky Feel One. Gli amanti del genere rimangono positivamente colpiti da uno stile cupo, dalla voce nasale di B-Real, dal flow di Sen Dog e dalla loro fissazione con la marijuana, che li fa diventare portavoce della National Organization to Reform Marijuana Laws.
Nell'estate del 1993 i Cypress Hill pubblicano Black Sunday che li riconferma e gli permette di occupare il primo posto nella classifica statunitense degli album grazie al famoso singolo Insane in the Brain, in cui B-Real e Sen Dog si alternano sopra un break beat incalzante e ballabile. In questa fase il pubblico dei Cypress Hill è prevalentemente composto da ragazzi bianchi: questo ha causato la perdita di una fetta di mercato "purista", inteso come di colore.

### L'arrivo di Bobo,Temples of BoomeCypress Hill IV
Unito alla formazione originaria Bobo come percussionista, nel 1995 i Cypress Hill parteciparono al Lollapalooza Tour, dopodiché venne pubblicato il terzo album Temples of Boom, che inizialmente vendette un buon numero di copie ed entrò nelle classifiche R&B e pop.
Per problemi interni e a causa della perdita della credibilità in ambito non strettamente da classifica, i Cypress Hill si avviano verso un progressivo scioglimento: Sen Dog lascia il gruppo nel 1996 perché ritiene di non trovare abbastanza spazio, e viene sostituito da DJ Scandalous, mentre Muggs si dedica alla carriera solista per far uscire Muggs Presents the Soul Assassins, album del 1997 ben accolto dal mercato underground. Dopo un comune accordo, nel 1998 la formazione si riunisce per l'album IV, da cui viene estratto il brano Tequila Sunrise che riscuote notevolissimo successo, segnando il ritorno dei Cypress Hill.

### Skull & Bones,Stoned RaiderseTill Death Do Us Part
Nel 2000 i tre membri pubblicarono il doppio album Skull & Bones, che delinea ulteriormente la loro linea musicale: il primo disco è caratterizzato da sonorità hip hop, mentre il secondo presenta influenze rock. Il primo singolo estratto venne distribuito nelle versioni (Rock) Superstar con la collaborazione di Dino Cazares (allora frontman dei Fear Factory) e (Rap) Superstar. Nel 2001 esce Stoned Raiders che rafforza la presenza del crossover/rap rock nella loro produzione, ed i Cypress Hill finiscono per essere apprezzati da rocker e punkster.
Nel 2004 è la volta di Till Death Do Us Part, che nel titolo contiene un messaggio sull'imminente scioglimento dei Cypress Hill. Da esso venne estratto il singolo What's Your Number?, inno da club ispirato al brano Guns of Brixton dei Clash e realizzata in collaborazione con il frontman dei Rancid Tim Armstrong. Influenze reggae si riscontrano anche nelle altre tracce dell'album, influenzato anche da ska e dancehall. Le collaborazioni di rilievo sono quelle con Prodigy dei Mobb Deep, e The Alchemist.

### Pubblicazioni soliste e il ritorno
Dopo aver annunciato una pausa, tra il 2005 e il 2009 i tre membri del gruppo hanno pubblicato alcuni lavori solisti. DJ Muggs ha pubblicato gli album Grandmasters (con GZA, 2005), Legend of a Mask & the Assassin (con Sick Jacken, 2007) e Pain Language (con Planet Asia, 2008); Sen Dog nel 2008 ha pubblicato Diary of a Mad Dog, mentre B-Real ha invece pubblicato Smoke N Mirrors nel 2009.
Gli ultimi album di inediti del gruppo sono Rise Up (2010), Elephants on Acid (2018) e Back in Black (2022).

## Collaborazioni
Tra le collaborazioni dei Cypress Hill, in particolare del rapper membro B-Real, esiste anche una canzone in featuring con il gruppo rap italiano EnMiCasa, chiamata Street Code, presente anche nella colonna sonora del film Fast & Furious - Solo parti originali.
Inoltre hanno collaborato con il chitarrista Slash nel suo album solista incidendo una cover di Paradise City dei Guns N' Roses.

## Formazione
Attuale
- B-Real – voce (1988-presente)
- Sen Dog – voce (1988-presente)
- DJ Muggs – giradischi (1988-2004, 2014-presente)
- Eric Bobo – batteria, percussioni (1993-presente)

Ex-componenti
- Mellow Man Ace - voce (1988)

## Discografia

### Album in studio
- 1991 – Cypress Hill
- 1993 – Black Sunday
- 1995 – Cypress Hill III: Temples of Boom
- 1998 – Cypress Hill IV
- 2000 – Skull & Bones
- 2001 – Stoned Raiders
- 2004 – Till Death Do Us Part
- 2010 – Rise Up
- 2018 – Elephants on Acid
- 2022 – Back in Black

### Album dal vivo
- 2000 – Live at the Fillmore

### Raccolte
- 1999 – Los grandes éxitos en español
- 2005 – Greatest Hits from the Bong
- 2008 – Super Hits
- 2008 – Collections
- 2010 – Strictly Hip Hop: The Best of Cypress Hill

### EP
- 1996 – Unreleased and Revamped
- 2002 – Stash
- 2012 – Cypress x Rusko EP
- 2023 – Black Sunday 2023 Remixes